# Günter Wewel
Günter Wewel (* 29. November 1934 in Arnsberg; † 9. Mai 2023 ebenda) war ein deutscher Opernsänger (Bass) und Moderator.

## Leben
Günter Wewel absolvierte zunächst eine Ausbildung als Beamter bei der Bundesbahn. Es folgte sein Gesangsstudium an der Musikhochschule in Detmold sowie unter anderem bei Rudolf Watzke in Dortmund. Von 1963 bis in die 1990er Jahre war er festes Ensemblemitglied der Oper Dortmund. Zudem gastierte er an zahlreichen deutschen und europäischen Opernhäusern, zum Beispiel an der Bayerischen Staatsoper, der Hamburgischen Staatsoper, der Staatsoper Stuttgart, der Deutschen Oper am Rhein, der Budapester Staatsoper, am Opernhaus Zürich sowie in Köln, Hannover, Karlsruhe, Nürnberg, Salzburg, Paris, Straßburg, Bordeaux und Rouen. Insgesamt sang er in über 80 Opernproduktionen (unter anderem den Sarastro in Mozarts Zauberflöte oder den Daland in Wagners Fliegendem Holländer). 1989 wurde ihm in Dortmund der Titel Kammersänger verliehen.
Neben seinen Opernengagements sang Wewel auch als Konzert- und Oratoriensänger sowie in Operetten.
Von 1989 bis 2007 war Wewel als Moderator der musikalischen ARD-Unterhaltungssendung Kein schöner Land für das Fernsehen tätig. Die vom Saarländischen Rundfunk produzierte Sendereihe mit mehr als 150 Folgen lief in unregelmäßigen Abständen. Wewel führte darin seine Gäste in verschiedene Gegenden Europas und stellte Menschen, Landschaften und Brauchtum vor. Der musikalische Teil der Sendung erstreckte sich von landestypischer Folklore über Schlager und volkstümliche Musik bis hin zur leichten Klassik. Auch Wewel selbst steuerte regelmäßig Lieder bei.
Mitte der 1980er Jahre wirkte er an einer Gesamtaufnahme des Saarländischen Staatstheaters Saarbrücken von Tannhäuser und der Sängerkrieg auf Wartburg in der Partie des Landgrafen Hermann mit. Neben Operntiteln nahm Wewel auch zahlreiche Volkslieder und volkstümliche Titel auf.
Mit seiner Ehefrau Gisela Wewel († 2014) war er seit 1959 verheiratet. Dem Ehepaar Wewel wurde 2013 gedroht, sein Wohnhaus zu sprengen. Der Erpresser wurde bei einer fingierten Geldübergabe gestellt und zu eineinhalb Jahren Haft verurteilt.
Günter Wewel starb am 9. Mai 2023 im Alter von 88 Jahren.

## Ehrungen
- 1989: Ernennung zum Kammersänger
- 1992: Bundesverdienstkreuz am Bande
- 1992: Hermann-Löns-Medaille in Gold
- 1996: Verdienstorden des Landes Nordrhein-Westfalen
- 1999: Goldene Europa
- 1999: Ehrenring der Stadt Arnsberg

## Opernrepertoire (Auswahl)
- Beethoven: Rocco in Fidelio
- Mozart: Sarastro in Die Zauberflöte
- Mozart: Komtur in Don Giovanni
- Mozart: Osmin in Die Entführung aus dem Serail
- Tschaikowski: Fürst Gremin in Eugen Onegin
- Verdi: König Philipp in Don Carlos
- Wagner: Daland in Der fliegende Holländer
- Wagner: Landgraf in Tannhäuser
- Wagner: König Heinrich in Lohengrin
- Wagner: König Marke in Tristan und Isolde
- Wagner: Hunding in Die Walküre
- Wagner: Fafner in Das Rheingold und Siegfried
- Wagner: Titurel in Parsifal

## Erfolgstitel
- 1979: Ihr mögt den Rhein (Westfalenlied)
- 1987: Alle Tage ist kein Sonntag
- 1987: Müde kehrt ein Wandersmann zurück
- 1992: Die wilde Jagd
- 1994: Es dunkelt schon in der Heide
- 1998: Auf auf, zum fröhlichen Jagen

## Diskografie (Auswahl)
Oper, Operette und Konzert
- Robert Schumann: Das Paradies und die Peri. Mit u. a. Edda Moser, Brigitte Fassbaender, Nicolai Gedda, Düsseldorfer Symphoniker, Dirigent: Henryk Czyz (His Master’s Voyce; 1974)
- Felix Mendelssohn Bartholdy: Die beiden Pädagogen. Mit u. a. Gabriele Fuchs, Krisztina Laki, Dietrich Fischer-Dieskau, Klaus Hirte, Adolf Dallapozza, Münchner Rundfunkorchester, Dirigent: Heinz Wallberg (His Master’s Voyce; 1980)
- Carl Millöcker: Gasparone. Mit u. a. Anneliese Rothenberger, Hermann Prey, Gabriele Fuchs, Martin Finke, Münchner Rundfunkorchester, Dirigent: Heinz Wallberg (EMI; 1982)
- Richard Wagner: Tannhäuser. Mit u. a. Norma Sharp, Margaret Mann, Erwin Stefan, Rudolf Kostas, Südwestdeutsche Philharmonie, Dirigent: Paul Theissen (Aurophon; 1987)
- Günter Wewel singt seine großen Fernseherfolge. Mit u. a. Rundfunkorchester Hannover, Dirigenten: Robert Hanell, Bert Grund (Acanta; 1987)
- Humperdinck: Königskinder. Großer Querschnitt. Mit u. a. Adolf Dallapozza, Helen Donath, Hermann Prey, Karl Ridderbusch, Münchner Rundfunkorchester, Dirigent: Heinz Wallberg (Kostbarkeiten/EMI DRM; 1990)
- Norbert Schultze: Das kalte Herz. Gesamtaufnahme. Mit u. a. Heinz Kruse, Grit van Jüten, Elisabeth Steiner, Hans Peter Blochwitz, Theo Altmeyer, Kölner Rundfunkorchester, Dirigent: Norbert Schultze (Koch Schwann; 1994)
- Offenbach: Pariser Leben. Mit u. a. Anneliese Rothenberger, Marco Bakker, Adolf Dallapozza, Renate Holm, Günter Wewel als Urbain, Münchner Rundfunkorchester, Dirigent: Willy Mattes (EMI Classics; 1994)
- Lehár: Giuditta. Mit u. a. Edda Moser, Nicolai Gedda, Klaus Hirte, Günter Wewel als Professor Martini, Münchner Rundfunkorchester, Dirigent: Willy Boskovsky (EMI Classics; 1994)

Lied und Volkstümliche Musik
- Wo man Bier trinkt – Lieder zum fröhlichen Umtrunk (1980)
- Heimatland Heimatlied (Teldec; 1984)
- Günter Wewel singt Loewe-Balladen. Orchesterbearbeitung. Mit dem Rundfunkorchester Hannover des NDR, Dirigenten: Richard Müller-Lamperts, Werner Eisbrenner (Polyphonia; 1985)
- Wer die Heimat liebt – Die schönsten Heimatlieder Deutschlands (Teldec; 1989)
- Ein russisches Märchen – Die schönsten russischen Volkslieder (Ariola; 1989)
- Wer die Heimat liebt. Günter Wewel singt die schönsten Heimatlieder Deutschlands. Dirigent: Michael Müller-Lampertz (Teldec; 1989)
- Ein Portrai in Musik (Pilz; 1991)
- Eine Deutschlandreise (Pilz; 1992)
- Kein schöner Land (1994)
- Jagd- und Waldlieder (u. a. Polyphonia; 1988 / Sonia; 1998)